# Kirche zur Hl. Dreifaltigkeit (Bülstringen)

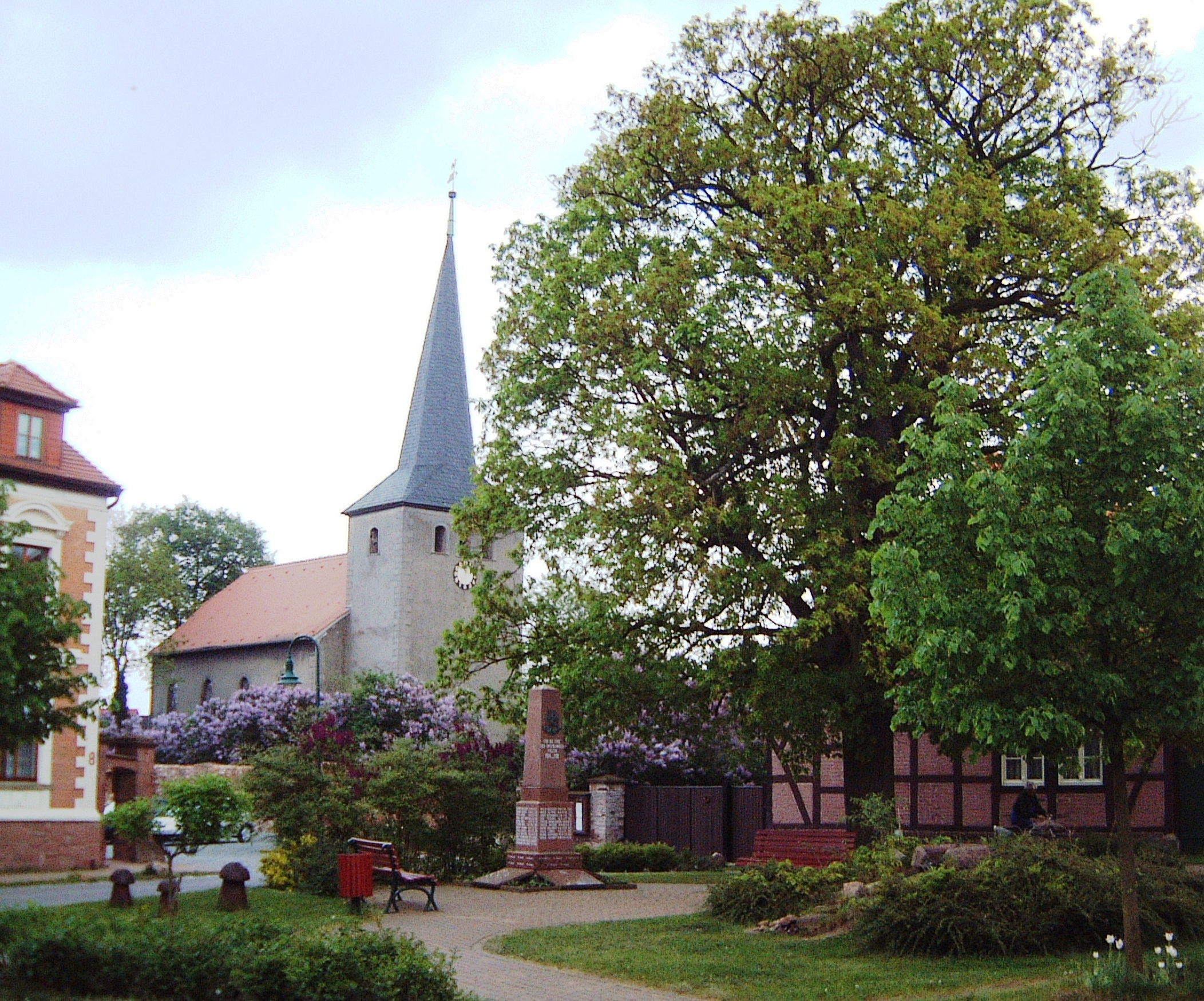
Kirche und Pfarrhaus

Die Dreifaltigkeitskirche ist die evangelische Dorfkirche der Ortschaft Bülstringen (Landkreis Börde).

## Beschreibung
Das barocke Kirchengebäude wurde 1708 an einen romanischen Wehrturm angebaut, der sich 33 m über die Ortschaft erhebt. Als Schöpfer des Kirchenschiffes wird der Braunschweigische Landbaumeister Hermann Korb vermutet.
Der Innenraum entspricht einem langgestreckten Achteck, einem Zentralbau mit zwei Brennpunkten: Taufstein (Anf.13.Jh) und Altar. Die reiche Ausstattung, darunter der monumentale Kanzelaltar, stammt aus der Entstehungszeit. Werke des Mittelalters, wie ein spätgotisches Kruzifix aus dem frühen 16. Jahrhundert, sowie zwei Glocken des 13. und 14. Jahrhunderts wurden miteinbezogen.
Die Orgel der Dreifaltigkeitskirche wurde 1858 von Orgelbaumeister August Troch aus Neuhaldensleben gebaut.